# لاون الثامن
لاون الثامن أو ليون الثامن أو ليو الثامن (توفي في 1 آذار / مارس 965) كان البابا من 23 حزيران / يونيه 964 إلى وفاته في عام 965. قبل ذلك، كان بابا مزيفا من إلى 963 964 في معارضته لبابوية البابا يوحنا الثاني عشر والبابا بنديكت الخامس. اعين من قبل الإمبراطور الروماني المقدس،أوتو الأول. وقعت بابويته خلال الفترة المعروفة بالعصور المظلمة.

## وصلات خارجية
- أوبرا أمنية من قبل Migne Patrologia لاتينا مع الفهارس التحليلية

## للاستزادة
- غريغوروفيوس، فرديناند, تاريخ روما في العصور الوسطى، المجلد. الثالث (1895)
- مان هوراس ك., حياة البابوات في العصور الوسطى في وقت مبكر، المجلد. الرابع: الباباوات في أيام الإقطاعية الفوضى، 891-999 (1910)
- McBrien، Richard P. (2000). Lives of the Popes: The Pontiffs from St. Peter to Benedict XVI. HarperCollins.

| سبقه بندكت الرابع | باباوات الكنيسة الكاثوليكية الثامن 964 - 965 | تبعه يوحنا الثالث عشر |